# Kathrine Aurell
Kathrine Aurell (* 29. April 1901 in Stavanger; † 7. August 1986 in Mangskog, Gemeinde Arvika) war eine schwedisch-norwegische Schriftstellerin und Drehbuchautorin. Sie war ab 1926 mit dem Schriftsteller Tage Aurell verheiratet.

## Werke

### Drehbücher
- Giftas, 1955
- Ett dockhem, 1956
- Nils Holgerssons underbara resa, 1962

### Bücher
- Liten fransk stad, 1954 (zusammen mit Tage Aurell)
- Nils Holgerssons underbara resa („Nils Holgersson: Seine schönsten Abenteuer in Bildern“), 1962